# Agonomalus
Agonomalus – rodzaj ryb skorpenokształtnych z rodziny lisicowatych.

## Klasyfikacja
Gatunki zaliczane do tego rodzaju:
- Agonomalus jordani
- Agonomalus mozinoi
- Agonomalus proboscidalis